# 弗洛里安·图尔多
弗洛里安·图尔多（羅馬尼亞語：Florian Tudor，1973年5月23日—），罗马尼亚男子赛艇运动员。他曾代表罗马尼亚参加世界赛艇锦标赛，获得一枚金牌、一枚银牌和三枚铜牌。他也曾参加2000年夏季奥运会。